# Богатирський проїзд
Богати́рський прої́зд — вулиця в Оболонському районі міста Києва, котеджний комплекс «Італійський квартал». Пролягає від Редьчинської вулиці до кінця забудови.
Прилучається вулиця Калиновий Ріг.

## Історія
Виникла у першій половині 2010-х років як вулиця без назви. Сучасна назва — з 2014 року, від Богатирської вулиці, розташованої поруч.